# Запека Віталій Леонідович
Віталій Леонідович Запека (позивний «Спілберг»; нар. 13 жовтня 1967, Полтава) — український письменник, фотохудожник, доброволець, боєць батальйону «Полтава».

## Життєпис
Народився 13 жовтня 1967 року у місті Полтава. Перші оповідання та нариси написав у 2015 році коли пішов добровольцем на війну. Починав писати російською мовою, згодом перейшов на українську і зараз принципово відмовляється друкувати свої твори «ворожим языком».
Наразі, в соціальних мережах опубліковано десятки оповідань та сотні нарисів.
Творам В. Запека властивий тонкий психологізм, іронія, гумор і одночасно глибокі філософські роздуми та думки.
В.Запека має своєрідну письменницьку позицію: «чим менше надрукується — тим краще». З легкістю знищив свій інтелектуальний роман «Місто, яке само себе згубило».
З 25 лютого 2022 знову на війні. Командир відділення РПГ
2-го квітня отримав важке поранення від кулі снайпера при обороні с.Новомихайлівка Донецької області.

## Твори
- Перше оповідання видане у збірці «Звичайні незвичайні священики» (видавництво «Дискурс») у 2017 р.
- Фотоальбом з розповідями про «Батальйон „Полтава“. Роки війни» (видавництво «Бук-Друк») у 2018 р
- Оповідання в збірках «Слово про війну 4.5.0» та «Слово про війну-3», у 2018—2019 рр..
- Антивоєнний роман «Цуцик», (видавництво «Бук-Друк»), у 2019 р.[5]
- Воєнно-сатиричний роман «Герої, херої та не дуже», (видавництво «Бук-Друк»), 2020 р.[6]
- За романом «Герої, херої та не дуже» Віталієм Запекою написана п'єса, за якою в Дніпровському національному театрі імені Т. Г. Шевченка у лютому 2020 року відбулася прем'єра вистави «Пригоди НЕбравого вояка Шрамка».
- Інтелектуальний роман антиутопія «Абсурд» (видавництво «Бук-Друк») 2021
- Книжки для дітей від 4-х до 80,5 років «Полінка» (видавництвово «Віват»). 2022 р.
- «Бабах на всю голову» (видавництво «Віват»), 2022 р.
- «Полінка в країні Дурниць» (видавництво «Віват»), 2023 р
- "Ковбасокрад у Раю" *видавництво "Білка"), 2024 р.

## Нагороди
Довгий список премії ім. Т. Г. Шевченко 2021 за роман «Цуцик»
http://knpu.gov.ua/work_list/43,1,50 [Архівовано 22 січня 2021 у Wayback Machine.]
- Міжнародна літературна премія «Воїн світла» 2021 за роман «Герої, херої та не дуже»

https://www.ukrinform.ua/rubric-kyiv/3178391-pamati-ziznevskogo-u-kievi-nagorodili-laureativ-premii-voin-svitla.html [Архівовано 13 лютого 2021 у Wayback Machine.]
- Премія імені Якова Гальчевського 2021
- Лауреат премії імені Ірини Вільде 2021 за роман «Цуцик» https://nspu.com.ua/ofitsijno/lavreati-literaturnoi-premii-imeni-irini-vilde-2021/ [Архівовано 10 травня 2021 у Wayback Machine.],
- Премія ім. Всеволода Нестайко за книжку «Полінка»[7] https://chl.kiev.ua/Default.aspx?id=10158